# Vetenskapens hus i Luleå

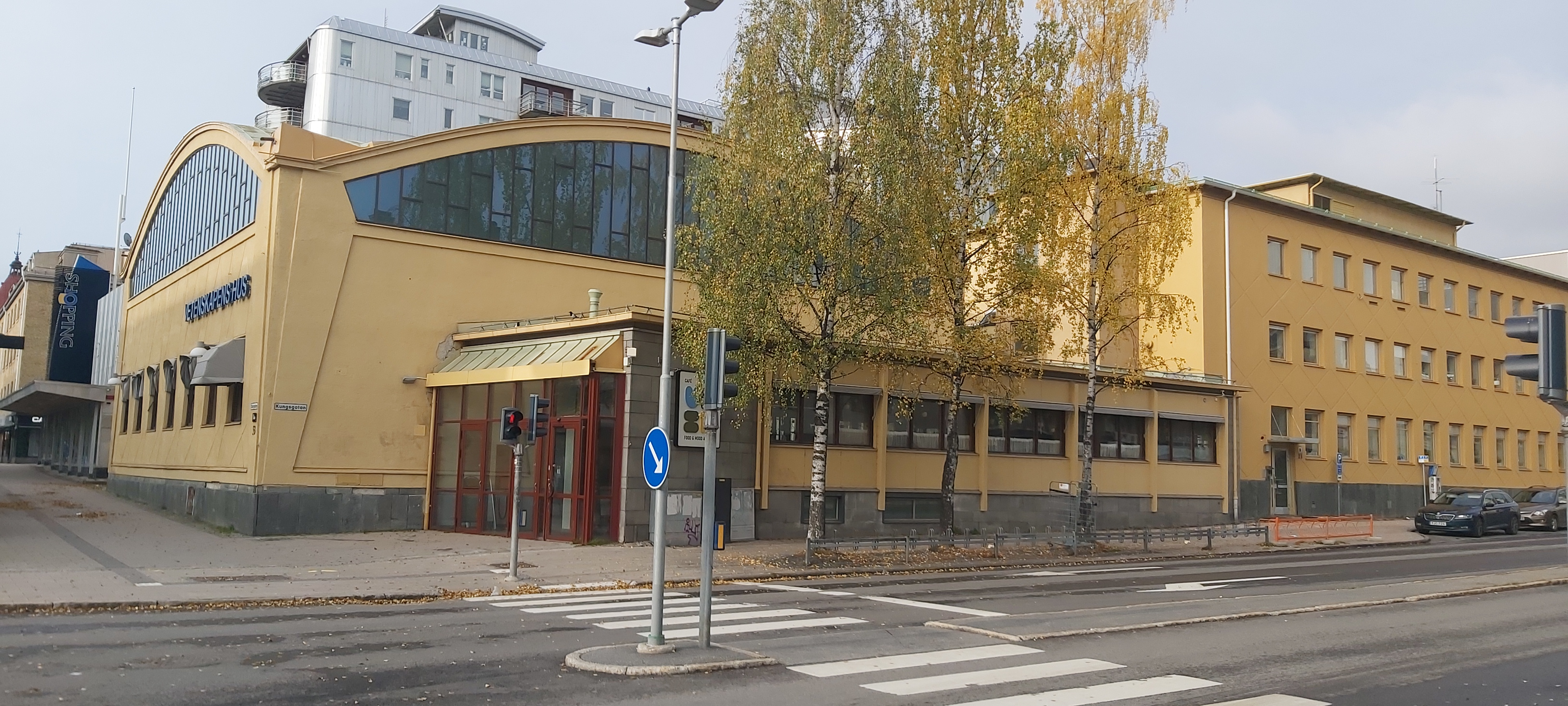
Vetenskapens hus sett från hörnet Kungsgatan/Storgatan.

Vetenskapens hus i Luleå är ett hus i centrala Luleå för öppna arrangemang inom forskning, utbildning och konstnärligt utvecklingsarbete. Vetenskapens hus är ett samarbete mellan IVA, LKAB och Luleå tekniska universitet. 

## Historik
Huset uppfördes på fastigheten Posten 1 år 1953. Postens chefsarkitekt Lars-Erik Lallerstedt ritade det. 
Luleå kommuns detaljplan från 17 januari 2002 skyddar det välvda taket, stengolvet i vitt, grönt och svart, balkongen med trappan, de linjemönstrade putsfasaderna och de traptesformade fönstren. Den ursprungliga ytterfärgen var grå men den senare gula färgen behölls.
Den 31 januari 2014 invigdes Vetenskapens hus. Den stora posthallen, där alla kassorna fanns i en hästskoformad båge, blev en mötesplats för mellan 200 och 300 personer. Dess takhöjd är nio meter.